# حشره‌خوار هیل
 حشره‌خوار هیل (نام علمی: Crocidura hilliana) نام یک گونه از سرده حشره‌خوارهای دندان‌سفید است.